# Crawling peg
Crawling peg é um regime de flutuação cambial, geralmente visto como uma forma parcial de câmbio fixo, em que se permite se a depreciação ou apreciação da taxa de câmbio de forma gradual. Alguns bancos centrais utilizam fórmulas que alteram a taxa de câmbio em acordância com certas condições — por exemplo, quando há aumento na taxa de inflação — enquanto outros preferem não fazer uso de fórmulas e modificam a taxa de câmbio frequentemente para desencorajar especulações.
No Brasil, esse sistema foi usado a partir de 1968, na forma de minidesvalorizações periódicas da taxa de câmbio, como meio de impedir a especulação no mercado de câmbio, em função da aceleração da inflação  que perduraria até início da década de 1990.
O crawling peg é uma tentativa de manter estável a taxa de câmbio real. O princípio base do sistema consiste em fazer pequenas desvalorizações que igualem o diferencial entre a inflação do país e a inflação de um ou mais parceiros comerciais.